# Овијар на Саони
Овијар на Саони (фр. Auvillars-sur-Saône) насеље је и општина у источном делу централне Француске у региону Бургундија-Франш-Конте, у департману Златна обала која припада префектури Бон.
По подацима из 2011. године у општини је живело 315 становника, а густина насељености је износила 46,74 становника/km². Општина се простире на површини од 6,74 km². Налази се на средњој надморској висини од 231 метар (максималној 226 m, а минималној 176 m).

## Демографија
| 1962. | 1968. | 1975. | 1982. | 1990. | 1999. | 2011. |
| ----- | ----- | ----- | ----- | ----- | ----- | ----- |
| 191   | 201   | 174   | 180   | 215   | 212   | 315   |

График промене броја становника у току последњих година